# Emenda Constitucional n.º 78 à Constituição brasileira de 1988

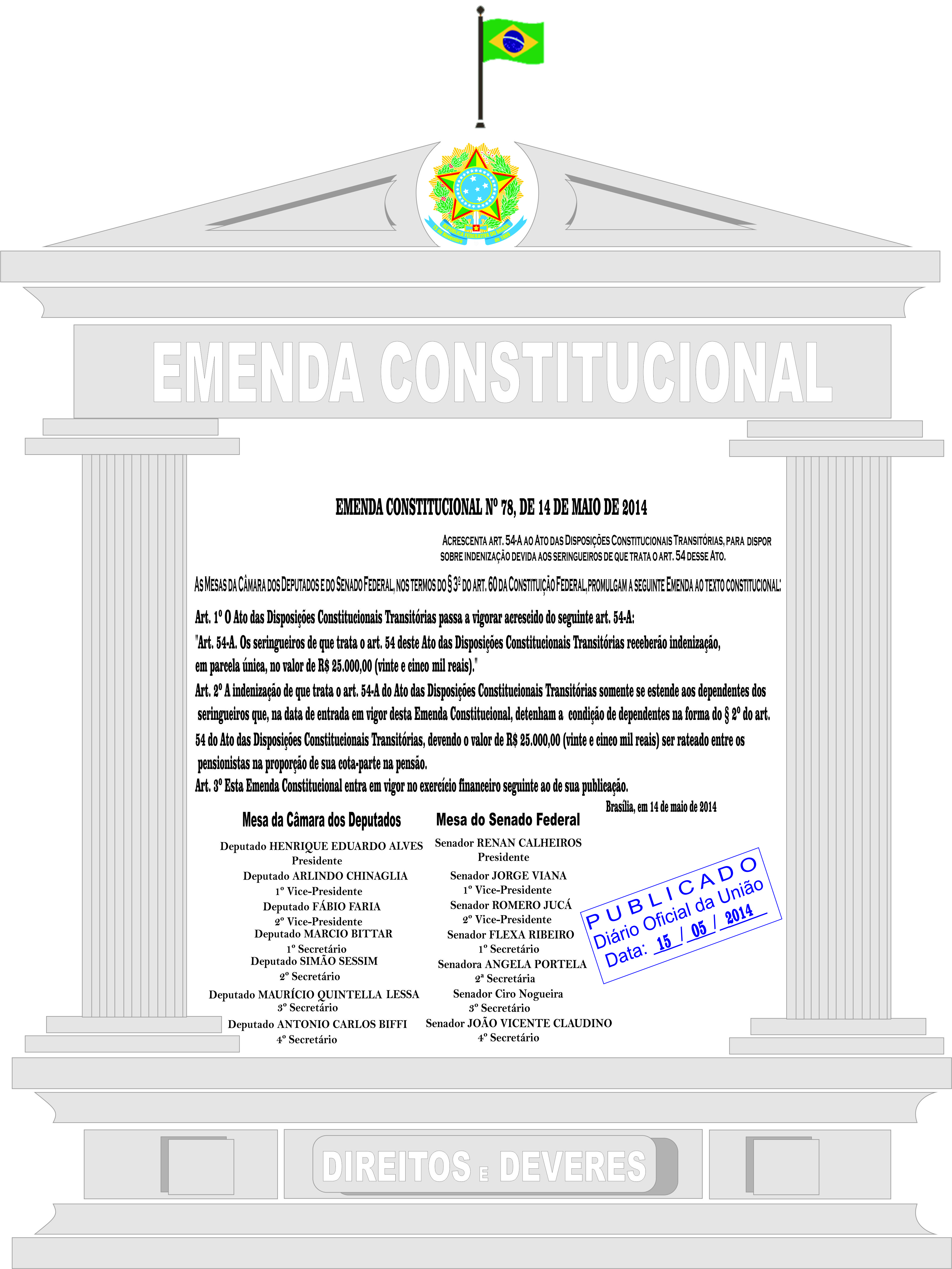
Pórtico ornamental com o texto da emenda 78.

A Emenda Constitucional n.º 78 à Constituição brasileira de 1988 ou 78ª. Emenda à Constituição do Brasil de 1988 foi um texto promulgado em 14 de maio de 2014 que introduziu alteração ao texto original da Constituição do Brasil de 1988.

## Inovação da emenda
A emenda foi aprovada para acrescentar artigo o 54-A na literatura do Ato das Disposições Constitucionais Transitórias-(ADCT) da Constituição Federal para fincar na ordem constitucional disciplinamento legal  sobre a indenização devida aos seringueiros que era prevista no artigo 54 do referido ADCT. A idenização oficializada pela emenda traz a tona um fato da história do Brasil, conhecido como os Soldados da Borracha que, foi o recrutamento de pessoas do nordeste brasileiro, durante a Segunda Guerra Mundial, para operar na produção de borracha para forças militares aliadas atraídos pela propaganda da era do Estado Novo sobre o “ouro branco da Amazônia”.